# Philipp Carl Guttenberger
Philipp Carl Guttenberger (* 24. April 1798 in Heidelberg; † 9. Mai 1879 in Frankfurt am Main) war ein Kaufmann und Politiker der Freien Stadt Frankfurt.

## Leben
Guttenberger war der Sohn des Joh. Martin Guttenberger in Heidelberg. Er lebte als Kolonialwarenhändler in Frankfurt am Main. Von 1840 bis 1849 war er Mitglied und von 1848 bis 1849 Subsenior (stellvertretender Vorsitzender) der Frankfurter Handelskammer. 
Er gehörte 1843 dem Gesetzgebenden Körper der Freien Stadt Frankfurt an.